# Joan Robinson

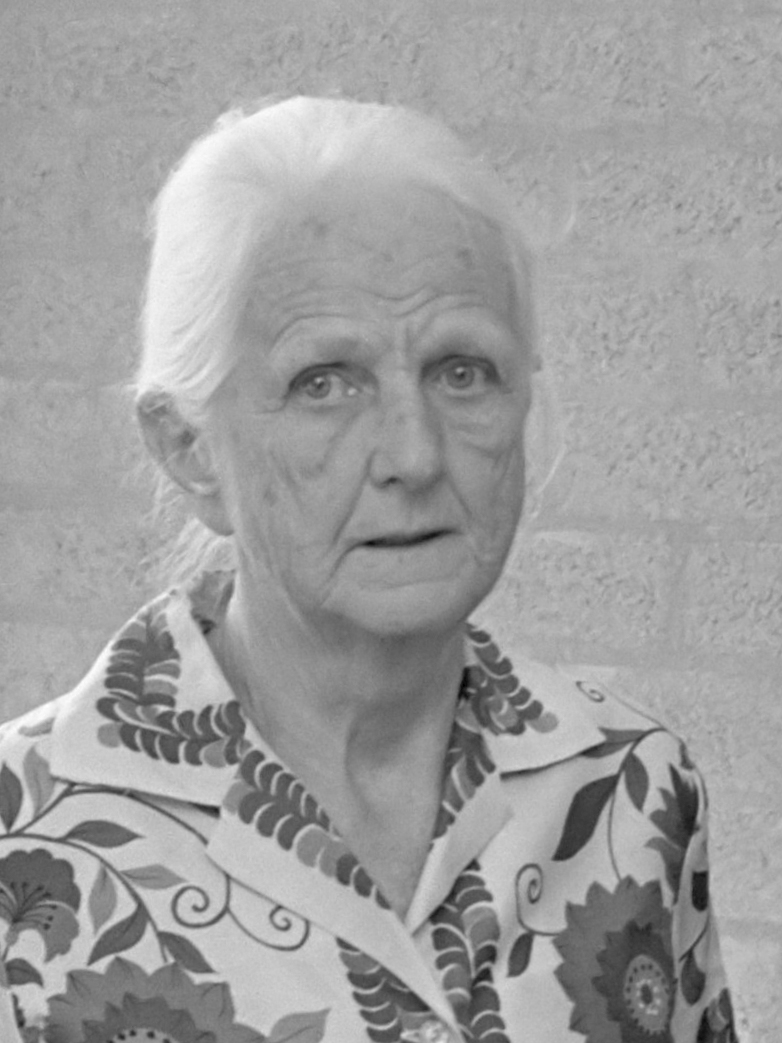
Joan Robinson (1973)

Joan Violet Robinson (geb. Maurice; * 31. Oktober 1903 in Camberley, Surrey, England; † 5. August 1983 in Cambridge) war eine britische Ökonomin, die mit ihrer Erweiterung der Theorie ihres akademischen Lehrers John Maynard Keynes die postkeynesianische Rekonstruktion der Politischen Ökonomie initiierte.

## Von Marshall zu Keynes
Als Robinson im Oktober 1921 nach Cambridge kam, waren Alfred Marshalls Principles die Bibel, und andere Ökonomen wie William Stanley Jevons, Cournot oder Léon Walras oder die österreichischen und deutschen Theoretiker dort völlig unbekannt. Marshalls Werk enthält jedoch einen tiefen Konflikt zwischen seinem statischen Modell mit steigenden Skalenerträgen und den Schlussfolgerungen, die daraus gezogen wurden und sich auf eine Volkswirtschaft mit fortschreitender Akkumulation bezogen.
Nach ihrer Rückkehr 1929 nach Cambridge wies Piero Sraffa sie in seinen Vorlesungen auf alternative Lehrauffassungen hin und stellte die Inkonsistenzen bei Marshall heraus, während Pigou Marshalls Lehre auszubauen und zu verteidigen suchte. Angeregt durch Sraffas Artikel The Law of Returns under Competitive Conditions arbeitete Robinson eine Theorie des unvollständigen Wettbewerbs aus. Ihre Zielsetzung war dabei, die innere Logik des statischen Gleichgewichtsmodells anzugreifen sowie die These, dass Löhne durch die Grenzproduktivität der Arbeit bestimmt werden.
Nach der Weltwirtschaftskrise war es dann Keynes, der einen noch viel stärkeren Angriff gegen die Gleichgewichtstheorie unternahm. In ihren Essays in the Theory of Employment (in Druck erschienen 1937) sucht Robinson die Grundsätze von Keynes’ General Theory of Employment, Interest and Money auf weitere Gebiete anzuwenden: den Arbeitsmarkt, die Vollbeschäftigung, offene und verdeckte Arbeitslosigkeit und die makroökonomische Analyse von Geldlohn und Reallohn. Obwohl von ungleicher Qualität, haben diese Aufsätze bereits viele der kritischen Fragen aufgeworfen, die Sidney Weintraub, Paul Davidson und andere später gegenüber der sogenannten neoklassischen Synthese gestellt haben. Michał Kalecki zeigte eine der keynesschen Theorie vergleichbare Lösung auf, indem er den unvollständigen Wettbewerb in Einklang brachte mit der Analyse der effektiven Nachfrage. Damit war der Grundstein gelegt für die sogenannte „Cambridge-Theorie der Verteilung“.
Nach dem Urteil der Zeitschrift The Economist war es Joan Robinson, die Keynes’ ökonomischer Theorie in der öffentlichen Wahrnehmung eine „linke Tönung“ (left-wing tinge) gab. Keynes selbst hatte kurz vor seinem Tod an einer Korrektur seiner General Theory gearbeitet, da ihm wesentliche Teile davon problematisch erschienen. Nach Keynes’ frühzeitigem Tod wurde Robinsons Rezeption seines Werkes, die stark von ihrer Marx-Lektüre beeinflusst war, zur maßgeblichen Interpretation.

## Marx-Lektüre
1940 begann Robinson Karl Marx zu lesen, zog daraus aber andere Schlüsse als etwa die zeitgenössischen Marxisten. Sie plädierte dafür, Marx als Nationalökonomen ernsthaft zu studieren, statt ihn „einerseits als unfehlbares Orakel und andererseits als Zielscheibe billiger Epigramme“ zu behandeln. Bezüglich der Arbeitswerttheorie bewertet Robinson Marxens Wertform-Analyse als „rein dogmatisch“.
Allein Kalecki hatte bisher Marxens Schema der erweiterten Reproduktion in die keynesianische Analyse integriert. Robinson indes suchte eine langfristige Theorie der Beschäftigung, die frei sein sollte von der Dominanz der Gleichgewichtstheorie. Das Transformationsproblem indes war für sie nichts weiter als ein mathematisches Rätsel, für das schließlich Sraffa einen Lösungsweg aufzeigte; aber das war nichts von Bedeutung. Das wahre Inkonsistenzproblem zwischen Band I und Band III von Das Kapital war für sie die von Marx behauptete Tendenz zum langfristigen Fall der Profitrate, da damit eine Tendenz zur Reallohnsteigerung impliziert sei. Allerdings stelle Kalecki für die marxistische Wirtschaftstheorie eine große Hilfe dar.

## Kapitalkontroverse und Langfristanalyse
In Antwort auf die Herausforderung durch Roy Harrods Towards a Dynamic Economics versuchte Robinson, Keynes’ Theorie zu einer langfristigen auszubauen. Dafür war die Analyse von Profitraten mit folgender Fragestellung erforderlich: Bedeutet eine Kapitalmenge eine Liste von Maschinen, Materialbeständen und Subsistenzmitteln – oder ist darunter ein Geldbetrag zu verstehen, dessen Kaufkraft von Lohnsätzen und Preisen abhängt? Die so gestellte Frage löste zuerst großes Unverständnis aus. Ein Antwortversuch darauf war die Beschreibung von Kapitalgütern als „putty, jelly, steel, leets or ectoplasm“, mit anderen Worten als „formbar“. Im Grunde ging der Streit jedoch nicht um die Frage der Kapitalmessung, sondern es ging um die Rekonstruktion des präkeynesianischen Gleichgewichtes, bei dem die Akkumulation der Produktionsmittel durch die gesellschaftliche Sparneigung determiniert wird. Dann ist die Vollbeschäftigung durch solche Reallöhne gewährleistet, bei der der gegebene Bestand an Kapitalgütern auf die verfügbaren Arbeitskräfte durch entsprechende Änderung der Kapitalintensität verteilt wird.

## Golden Age
Bei dem „Golden Age“ handelt es sich um ein langfristiges Wachstumsmodell, welches 1956 von Robinson in ihrem Werk The Accumulation of Capital entwickelt wurde. Im Gegensatz zu den meisten Wachstumsmodellen wurde dieses jedoch nur rein verbal formuliert. Dieses „Goldene Zeitalter“ ist durch eine kontinuierliche Wachstumsrate bestimmt, wobei deren Tempo vom technischen Fortschritt und der Zunahme des Arbeitskräftepotentials bestimmt wird. Das Reallohnniveau steigt dabei mit der Produktivität der Arbeit. Dabei ist der technische Fortschritt neutral und konstant, der Wettbewerbsmechanismus ist voll wirksam, und die Profitrate ist über alle Märkte hinweg einheitlich und langfristig konstant. Dieses Modell erinnert sehr an das von Robert M. Solow entwickelte neoklassische Wachstumsmodell, welches ebenfalls 1956 veröffentlicht wurde.
1958 wurde Robinson zum Mitglied (Fellow) der British Academy gewählt. 1964 wurde sie in die American Academy of Arts and Sciences und 1983 in die American Philosophical Society aufgenommen.

## Privates
Ihr Vater war der General Frederick Maurice. 1925 heiratete sie ihren Kollegen Austin Robinson (1897–1993). Aus der Ehe gingen zwei Töchter hervor.

## Schriften
- The Economics of imperfect competition. Macmillan, London 1933.
- An Essay on Marxian Economics. 1942; 2. Aufl. London 1962.
- mit Nicholas Kaldor, A. A. Evans, E. F. Schumacher & P. Lamartine Yates: Planning for abundance. National Peace Council, 1943.
  - (dt.) Wege zum Wohlstand. Wirtschaftsfragen und Wiederaufbaupläne. Staufen-Verlag, Köln/Krefeld 1948.
- Grundprobleme der Marxschen Ökonomie. Verlag des österreichischen Gewerkschaftsbundes, Wien 1951; Metropolis, Marburg 1987, ISBN 3-926570-02-4.
- The Accumulation of Capital. 1956; 3. Aufl. 1969
  - (dt.) Die Akkumulation des Kapitals. Europa-Verlag, Wien 1965; Ullstein, Frankfurt/Berlin/Wien 1972, ISBN 3-548-02862-4.
- Economic Philosophy: An essay on the progress of economic thought. London 1962; Aldine Publisher, 2006, ISBN 0-202-30908-8.
  - (dt.) Doktrinen der Wirtschaftswissenschaft. Eine Auseinandersetzung mit ihren Grundgedanken und Ideologien. Beck, München 1965; 3. Aufl. ebd. 1972, ISBN 3-406-03433-0.
- Über Keynes hinaus. Ausgewählte ökonomische Essays. Europa-Verlag, Wien/Frankfurt/Zürich 1965.
- Kleine Schriften zur Ökonomie. Suhrkamp, Frankfurt 1968.
- Die fatale politische Ökonomie. Europäische Verlagsanstalt, Frankfurt 1968; Bund-Verlag, Köln 1979, ISBN 3-7663-0266-3.
- Freedom and necessity: an introduction to the study of society. London 1970.
  - (dt.) Die Gesellschaft als Wirtschaftsgesellschaft. Grundlagen und Entwicklung. Beck, München 1971, ISBN 3-406-02482-3.
- Economic heresies: Some Old-Fashioned Questions in Economic Theory. Basic Books, New York 1971.
  - (dt.) Ökonomische Theorie als Ideologie. Über einige altmodische Fragen der Wirtschaftstheorie. Athenäum-Fischer-Taschenbuch-Verlag, Frankfurt 1974, ISBN 3-8072-5015-8; Europäische Verlagsanstalt, Frankfurt 1980, ISBN 3-434-25113-8.
- mit John Eatwell: An introduction to modern economics. 1973.
  - (dt.) Einführung in die Volkswirtschaftslehre. Verlag Moderne Industrie, München 1974; Fischer-Taschenbuch-Verlag, Frankfurt 1977, ISBN 3-596-26373-5.